# SUNSUNスーパータイム
『SUNSUNスーパータイム』（サンサンスーパータイム）は、1997年3月20日から同年3月30日まで高知さんさんテレビで夕方に放送されていた高知県向けのローカルワイドニュース番組（『FNNスーパータイム』の高知県ローカル扱い）。正式タイトルは『SUNSUNスーパータイム FNN』。
後継番組『SUNSUNザ・ヒューマン』（さんさんザ・ヒューマン）についてもここで扱う。

## 概要
高知さんさんテレビが正式開局前（サービス放送期間中）に放送していた夕方のニュース番組である。基番組である『FNNスーパータイム』が1997年3月30日に終了したため、このタイトルでの放送をわずか11日で終了。開局前日の3月31日、新番組『FNNニュース555 ザ・ヒューマン』に合わせる形で『SUNSUNザ・ヒューマン』と改題した。

## 放送時間
- 月曜日 - 金曜日 18:00 - 19:00、土曜日 18:00 - 18:30、日曜日 17:30 - 18:00 （1997年3月20日 - 1997年3月30日）